# 趙坻
邳王趙坻（1223年2月9日—1223年3月28日），宋朝宗室。
宋朝第十三代（南宋第四任）皇帝宋宁宗赵扩的九子，生母不详，嘉定十六年（1223年）正月初六己酉出生。趙坰死后，宋宁宗事隔五年，终于再得一子。二月廿五戊戌薨逝。追封邳王，谥号冲美。宋宁宗有九子（长子未命名），但都不满周岁夭折，并且从未有二子同时在世的情况。宋宁宗晚年，其祖父宋孝宗子孙绝嗣，遂先后选定赵询（景献太子）、赵竑（镇王）、赵昀（宋理宗）三个远支宗室作为继承人。